# Deje
Deje ist eine Ortschaft (Tätort) in der schwedischen Provinz Värmlands län und der historischen Provinz Värmland. Der Ort ist Teil der Gemeinde Forshaga. Deje liegt unweit von Karlstad und wird durch den Fluss Klarälven dominiert, der durch den Ort fließt und diesen teilt.